# Geostachys leucantha
Geostachys leucantha är en enhjärtbladig växtart som beskrevs av Benjamin Clemens Masterman Stone. Geostachys leucantha ingår i släktet Geostachys och familjen Zingiberaceae. Inga underarter finns listade i Catalogue of Life.